# 崔永哲
崔永哲（최영철，1987年1月8日—），朝鲜族，是中国已退役职业足球运动员，最後效力於中超俱樂部重庆力帆。

## 球员生涯
2004年，未满18岁的崔永哲即进入延边一线队，是延边队成功晋级甲级联赛的功臣，曾经入选中国国青队。
2008年初，他从延边转会至安徽九方。
2011年1月由于安徽队转卖，崔永哲也想回到延边队效力，双方在转会费上又没有什么分歧，因此他在教练组同意的情况下回归延边队。
2013年1月21日，签约 重庆力帆。